# Radamel Falcao
Radamel Falcao García Zárate (ur. 10 lutego 1986 w Santa Marta) – kolumbijski piłkarz, występujący na pozycji napastnika w kolumbijskim klubie Millonarios FC oraz w reprezentacji Kolumbii. Uczestnik Mistrzostw Świata 2018 oraz Copa América 2011, 2015 i 2019. 

## O piłkarzu
Radamel woli, gdy koledzy z boiska wołają na niego Falcao, gdyż jest to imię, którym posługuje się na co dzień, bądź po prostu El Tigre – bo taki ma przydomek. Falcao jest dynamicznym napastnikiem, posiadającym niezwykłe umiejętności i siłę. Jego ojciec, Radamel Garcia, również był piłkarzem i grał zawodowo jako obrońca, był reprezentantem Kolumbii. Swe imię zawdzięcza słynnemu Brazylijczykowi z lat 80. Radamel jest pobożny i przewodniczy w młodzieżowych grupach katolickich „Locos Por Jesus” i „Atletas de Cristo”.

## Początki
Jako młody chłopiec zapisał się do kolumbijskiej szkółki piłkarskiej, a jeszcze wcześniej trenował w młodzieżowym klubie Bogota's Millonarios. W wieku 15 lat podczas jednego z meczów reprezentacji U-17 został odkryty przez River Plate i niedługo później już związał się z klubem. Zanim podpisał pierwszy profesjonalny kontrakt z drużyną River Plate, zaczął studia dziennikarskie na Uniwersytecie Palermo w Buenos Aires.

## Kariera

### Początki kariery i pierwsze sukcesy
W wieku 18 lat, kiedy debiutował w pierwszej drużynie River Plate, zdobył dwa gole. Falcao bardzo szybko zdobył ogromną popularność zdobywając siedem goli w siedmiu pierwszych spotkaniach. Niestety w 2005 roku przytrafiła mu się kontuzja kolana, która później spowodowała, że zawodnik raził swoją nieskutecznością.
Do prawidłowej kondycji udało mu się dojść wiosną 2007 roku. Zgodnie z obietnicą, zdobył kilka ważnych bramek dla swojej drużyny, a jedną z ważniejszych było trafienie 27 września w meczu przeciwko Botafogo. Dzięki tej bramce River Plate awansował do ćwierćfinału Copa Sudamericana – a nota bene jego drużyna grała w 9 po tym, jak arbiter wyrzucił dwóch piłkarzy. Falcao zdobył także bramkę w słynnych derbach z Boca Juniors, a miało to miejsce w październiku 2007. Jest także reprezentantem swojej drużyny narodowej i grał przeciwko Brazylii czy Wenezueli w ramach eliminacji Mistrzostw Świata 2010.
Opierając się na jego występach w 2007 roku, jeden z dzienników w Montevideo wybrał go do prestiżowej „jedenastki Ameryki Południowej”.
Grając pod wodzą Diego Simeone wygrał pierwsze trofeum Clausura 08, a miało to miejsce 22 czerwca 2008 roku. Simone stosuje formację 4-2-3-1 i to właśnie Falcao jest tym najbardziej wysuniętym napastnikiem wspomaganym przez trójkę ofensywnych pomocników. Ponadto może się pochwalić jedenastoma trafieniami na wiosnę (6 w lidze i 5 w Copa Libertadores). Został królem strzelców sezonu 2007-08, mając na koncie 19 goli w 35 meczach.
W latach 2009–2011 występował w FC Porto. W sezonie 2009/2010 klub zajął trzecie miejsce w lidze, do ligowego króla strzelców Falcao zabrakło jednego gola. W finale Pucharu Portugalii Falcao zdobył bramkę dającą Porto zwycięstwo 2:1, sam został najlepszym strzelcem edycji z 5 golami. W następnym sezonie Porto wygrało potrójną koronę zdobywając Mistrzostwo i Puchar kraju oraz wygrywając Ligę Europy. W finale o Puchar Ligi Europy UEFA rozegranego 18 maja 2011 w Dublinie z SC Bragą Falcao strzelił w 44. minucie jedynego zwycięskiego gola meczu.

### Atlético Madryt
18 sierpnia 2011 roku przeszedł do Atlético Madryt za 40 milionów euro. 9 maja 2012 wygrał z Atlético Ligę Europejską w sezonie 2011/2012. W finale z Athletikiem Bilbao w Bukareszcie zdobył dwie bramki; stał się zarazem pierwszym graczem w historii, który wygrał to trofeum dwa razy z rzędu, zostając jednocześnie drugi raz z rzędu królem strzelców rozgrywek. 31 sierpnia 2012 wygrał dla Atlético Superpuchar Europy, pokonując zwycięzcę Ligi Mistrzów Chelsea F.C.. W meczu, który odbył się w Monako, zdobył klasycznego hat-tricka strzelając trzy bramki w pierwszej połowie spotkania. Obrońcy trofeum odpadli z Ligi Europy 2012/2013 już w 1/16 finału z Rubinem Kazań, po porażce 0:2 u siebie, Falcao strzelił jedyną bramkę w wyjazdowym meczu rewanżowym. Dzięki skuteczności Kolumbijczyka w La Lidze Atlético od 3. do 26. kolejki zajmowało drugą pozycję w tabeli, utraconą po słabszej serii w 2013 na rzecz Realu Madryt, klub skończył sezon na 3. miejscu, najwyższej pozycji od wywalczenia mistrzostwa w 1996. Falcao strzelił po jednym golu w ćwierćfinale i półfinale Pucharu Króla z Realem Betis i Sewillą. W finale Copa del Rey 17 maja 2013 na Estadio Santiago Bernabéu Atlético wygrało po dogrywce 2:1 spotkanie derbowe z Realem i zdobyło 10. Puchar Króla, Falcao asystował przy wyrównującym golu Diego Costy w 35. minucie.

### AS Monaco
31 maja 2013 podpisał pięcioletni kontrakt z francuskim AS Monaco. Monakijski klub zapłacił za niego 43 mln euro. Swojego pierwszego gola dla ASM zdobył w meczu towarzyskim przeciwko Fortunie Düsseldorf w przegranym meczu 2:3. 10 sierpnia 2013 odbył się jego pierwszy, oficjalny mecz we francuskiej Ligue 1. AS Monaco zmierzyło się z Girondins Bordeaux. Mecz zakończył się zwycięstwem 2:0, a sam Falcao wpisał się na listę strzelców w 87. minucie meczu. W styczniu 2014 zerwał wiązadło krzyżowe, przez co nie zagrał do końca sezonu oraz nie pojechał na mistrzostwa świata.

#### Manchester United (wypożyczenie)
1 września 2014 został wypożyczony, na jeden sezon, do Manchesteru United. W Premier League zadebiutował 14 września 2014 w wygranym 4:0 meczu przeciwko Queens Park Rangers, zmieniając w 67. minucie Juana Matę. Swoją pierwszą bramkę dla klubu strzelił 5 października 2014, w wygranym 2:1 meczu z Evertonem. 24 maja 2015 Manchester United ogłosił, że nie wykupi zawodnika i powróci on do AS Monaco.

#### Chelsea (wypożyczenie)
3 lipca 2015 Falcao został wypożyczony do Chelsea na cały sezon z opcją wykupu. W Chelsea spotkał się z byłymi kolegami z Atlético Madryt, czyli Thibautem Courtoisem i Diego Costą.

#### Galatasaray
W 2019 Falcao przeszedł do tureckiego klubu Galatasaray. Zdobył tam 10 goli w 16 meczach. Zagrał również w Lidze Mistrzów, jednak nie strzelił w niej żadnego gola. 
Rayo Vallecano
Radamel Falcao po ośmiu latach znów zawitał na boiska hiszpańskiej LaLigi i już w pierwszym meczu w barwach Rayo Vallecano wpisał się na listę strzelców. Kolumbijski napastnik potrzebował na rozpoczęcia strzelania w barwach nowego klubu zaledwie jedenastu minut. Właśnie tyle minęło od jego wejścia na boisko do momentu pokonania bramkarza Getafe i ustalenia wyniku meczu na 3:0. 
Millonarios FC
O odejściu Kolumbijczyka z Rayo mówiło się już od jakiegoś czasu. Teraz jednak zostało ono potwierdzone przez klub, do którego 38-latek trafi. Jest nim Millonarios FC, rodzima drużyna Falcao. 38-letni napastnik po raz kolejny trafił do siatki w meczu ligi kolumbijskiej pomiędzy jego drużyną Millonarios a Boyaca Chico. Dzięki tej bramce Falcao wyprzedził Victora Hugo Aristizabala, który grał w przeszłości dla Atlético Nacional, Valencii, Sao Paulo i Cruzeiro. 

## Statystyki kariery
Stan na 26 czerwca 2025.
| Klub                     | Sezon              | Liga  | Liga | Puchar krajowy | Puchar krajowy | Puchar ligi | Puchar ligi | Puchary kontynentalne | Puchary kontynentalne | Inne1 | Inne1 | Łącznie | Łącznie |
| Klub                     | Sezon              | Mecze | Gole | Mecze          | Gole           | Mecze       | Gole        | Mecze                 | Gole                  | Mecze | Gole  | Mecze   | Gole    |
| ------------------------ | ------------------ | ----- | ---- | -------------- | -------------- | ----------- | ----------- | --------------------- | --------------------- | ----- | ----- | ------- | ------- |
| River Plate              | 2004/2005          | 4     | 0    | –              | –              | –           | –           | 0                     | 0                     | –     | –     | 4       | 0       |
| River Plate              | 2005/2006          | 7     | 7    | –              | –              | –           | –           | 0                     | 0                     | –     | –     | 7       | 7       |
| River Plate              | 2006/2007          | 20    | 3    | –              | –              | –           | –           | 5                     | 4                     | –     | –     | 25      | 7       |
| River Plate              | 2007/2008          | 27    | 11   | –              | –              | –           | –           | 12                    | 8                     | –     | –     | 39      | 19      |
| River Plate              | 2008/2009          | 32    | 13   | –              | –              | –           | –           | 3                     | 3                     | –     | –     | 35      | 16      |
| River Plate              | Razem              | 90    | 34   | –              | –              | –           | –           | 20                    | 15                    | –     | –     | 110     | 49      |
| FC Porto                 | 2009/2010          | 28    | 25   | 5              | 5              | 2           | 0           | 8                     | 4                     | 0     | 0     | 43      | 34      |
| FC Porto                 | 2010/2011          | 22    | 16   | 3              | 3              | 0           | 0           | 16                    | 18                    | 1     | 1     | 42      | 38      |
| FC Porto                 | 2011/2012          | 1     | 0    | 0              | 0              | 0           | 0           | 0                     | 0                     | 1     | 0     | 2       | 0       |
| FC Porto                 | Razem              | 51    | 41   | 8              | 8              | 2           | 0           | 24                    | 22                    | 2     | 1     | 87      | 72      |
| Atlético Madryt          | 2011/2012          | 34    | 24   | 1              | 0              | –           | –           | 15                    | 12                    | –     | –     | 50      | 36      |
| Atlético Madryt          | 2012/2013          | 34    | 28   | 4              | 2              | –           | –           | 2                     | 1                     | 1     | 3     | 41      | 34      |
| Atlético Madryt          | Razem              | 68    | 52   | 5              | 2              | –           | –           | 17                    | 13                    | 1     | 3     | 91      | 70      |
| AS Monaco                | 2013/2014          | 17    | 9    | 2              | 2              | 0           | 0           | –                     | –                     | –     | –     | 19      | 11      |
| AS Monaco                | 2014/2015          | 3     | 2    | 0              | 0              | 0           | 0           | 0                     | 0                     | –     | –     | 3       | 2       |
| AS Monaco                | 2016/2017          | 29    | 21   | 2              | 1              | 2           | 1           | 10                    | 7                     | –     | –     | 43      | 30      |
| AS Monaco                | 2017/2018          | 26    | 18   | 1              | 0              | 3           | 3           | 5                     | 3                     | 1     | 0     | 36      | 24      |
| AS Monaco                | 2018/2019          | 33    | 15   | 1              | 1              | 0           | 0           | 5                     | 0                     | 0     | 0     | 39      | 16      |
| AS Monaco                | Razem              | 108   | 65   | 6              | 4              | 5           | 4           | 20                    | 10                    | 1     | 0     | 140     | 83      |
| Manchester United (wyp.) | 2014/2015          | 26    | 4    | 3              | 0              | 0           | 0           | –                     | –                     | –     | –     | 29      | 4       |
| Manchester United (wyp.) | Razem              | 26    | 4    | 3              | 0              | 0           | 0           | 0                     | 0                     | 0     | 0     | 29      | 4       |
| Chelsea F.C. (wyp.)      | 2015/2016          | 10    | 1    | 0              | 0              | 1           | 0           | –                     | –                     | 1     | 0     | 12      | 1       |
| Chelsea F.C. (wyp.)      | Razem              | 10    | 1    | 0              | 0              | 1           | 0           | 0                     | 0                     | 1     | 0     | 12      | 1       |
| Galatasaray              | 2019/2020          | 16    | 10   | 3              | 1              | –           | –           | 3                     | 0                     | –     | –     | 22      | 11      |
| Galatasaray              | 2020/2021          | 17    | 9    | 0              | 0              | –           | –           | 1                     | 0                     | –     | –     | 18      | 9       |
| Galatasaray              | 2021/2022          | 1     | 0    | 0              | 0              | –           | –           | 2                     | 0                     | –     | –     | 3       | 0       |
| Galatasaray              | Razem              | 34    | 19   | 3              | 1              | 0           | 0           | 6                     | 0                     | 0     | 0     | 43      | 20      |
| Rayo Vallecano           | 2021/2022          | 22    | 6    | 3              | 0              | –           | –           | –                     | –                     | –     | –     | 25      | 6       |
| Rayo Vallecano           | 2022/2023          | 27    | 2    | 2              | 0              | –           | –           | –                     | –                     | –     | –     | 29      | 2       |
| Rayo Vallecano           | 2023/2024          | 22    | 1    | 4              | 3              | –           | –           | –                     | –                     | –     | –     | 26      | 4       |
| Rayo Vallecano           | Razem              | 71    | 9    | 9              | 3              | 0           | 0           | 0                     | 0                     | 0     | 0     | 80      | 12      |
| Millonarios FC           | 2024               | 16    | 5    | 0              | 0              | –           | –           | –                     | –                     | –     | –     | 16      | 5       |
| Millonarios FC           | 2025               | 12    | 6    | –              | –              | –           | –           | 1                     | 0                     | –     | –     | 13      | 6       |
| Millonarios FC           | Razem              | 28    | 11   | 0              | 0              | 0           | 0           | 1                     | 0                     | 0     | 0     | 29      | 11      |
| Łącznie w karierze       | Łącznie w karierze | 486   | 236  | 34             | 18             | 8           | 4           | 88                    | 60                    | 5     | 4     | 621     | 322     |

1 Uwzględniono Superpuchar Portugalii, Superpuchar Europy UEFA, Tarcza Wspólnoty i Superpuchar Francji

## Sukcesy

### River Plate
- Mistrzostwo Argentyny: 2008 Clausura

### FC Porto
- Liga Europy UEFA: 2010/2011
- Mistrzostwo Portugalii: 2010/2011
- Puchar Portugalii: 2009/2010, 2010/2011
- Superpuchar Portugalii: 2010, 2011

### Atlético Madryt
- Liga Europy UEFA: 2011/2012
- Superpuchar Europy: 2012
- Puchar Króla: 2013

### AS Monaco
- Mistrzostwo Francji: 2016/2017

### Indywidualne
- Król strzelców Ligi Europy UEFA: 2010/2011 (18 goli), 2011/2012 (12 goli)

### Rekordy
- Najskuteczniejszy zawodnik w historii reprezentacji Kolumbii: 36 goli

## Odznaczenia
- 2010  Kawaler Orderu Boyacá (Kolumbia)